# 家庭裁判所調査官
家庭裁判所調査官（かていさいばんしょちょうさかん、英語: family court investigation officer）とは、日本の裁判所に勤務し、裁判官に行動科学の知見を提供することを主な職務とする職員である。「家裁調査官」（かさいちょうさかん）と略称されることが多く、単に「調査官」とも呼ばれ、日本の一般市民にとっては、同じく調査官と呼ばれる裁判所調査官（同法57条）よりも格段に知名度が高い。家庭裁判所調査官が置かれる裁判所は、各家庭裁判所及び各高等裁判所である（裁判所法61条の2第1項）。

## 制度の沿革
家庭裁判所調査官の前身は少年保護司（しょうねんほごし）である。少年保護司は、大日本帝国憲法の下で制定された少年法（旧法）に基づき、少年審判所に置かれていた。日本国憲法の制定に伴う制度改革の一環として家庭裁判所が発足すると、家事調査官、家事調査官補、少年調査官、少年調査官補の職制が設けられた。裁判所法の一部を改正する法律（昭和29年法律第126号、1954年）によりこれらの職制が統合されて、家庭裁判所調査官、家庭裁判所調査官補の職制が設けられた。

## 職務

### 職掌規定
家庭裁判所調査官は、裁判官の命令に従い（同法61条の2第4項）、次の職務を掌る（同条2項）。
- 各家庭裁判所において
  - 家事事件手続法で定める家庭に関する事件の審判（家事審判）及び調停（家事調停）に必要な調査
    - 事実の調査（同法58条、258条、261条）
    - 審判又は調停の期日への出席、意見陳述（同法59条1項、59条2項、258
    - 社会福祉機関との連絡その他の調整措置（同法59条3項、258条、261条5項、289条4項）
    - 子の意思の把握等（同法65条、258条）
    - 成年後見、保佐、補助、未成年後見の事務の監督（同法124条3項、133条、142条、180条）
    - 任意後見監督人の事務の調査（同法224条）
    - 審判又は調停で定められた義務の履行状況の調査，履行の勧告（同法289条3項）

  - 少年法で定める少年保護事件の審判に必要な調査
    - 事件の調査（同法8条2項）
    - 審判に付すべき少年の報告及び報告前調査（同法7条、少年審判規則10条）
    - 事件の被害者等からの意見聴取（同法9条の2）
    - 同行状の執行（同法13条1項）
    - 家庭裁判所調査官による観護措置（同法17条1項）
    - 家庭裁判所調査官による観察（同法25条。通称「試験観察」）
    - 決定の執行（同法26条1項）
    - 審判への出席、意見陳述（同規則28条2項、30条）

  - 人事訴訟法で定める人事訴訟の第一審の裁判（附帯処分についての裁判（同法32条1項）及び親権者の指定についての裁判（同条3項）に限る。）に必要な調査
    - 事実の調査（同法34条）
    - 裁判で定められた義務の履行状況の調査，履行の勧告（同法38条3項）

  - 裁判所法以外の法律において定める事務
- 各高等裁判所において
  - 家事審判に係る抗告審の審理に必要な調査
  - 附帯処分等の裁判に係る控訴審の審理に必要な調査

### 実際の仕事
家庭裁判所調査官になるためには、裁判所職員採用総合職試験（家庭裁判所調査官補、院卒・大卒区分）に合格し、家庭裁判所調査官補として採用される必要がある。その後、約2年間の研修を修了すると、家庭裁判所調査官に任命される。理念的には家庭裁判所調査官となる段階において、1以上の心理テストに関する技法、職務に関する領域における判事補相当の法的知識などを身につけることが求められる。
家庭裁判所調査官となった後は、主任家庭裁判所調査官の指導のもと、個別の事件を担当する。離婚事件における夫婦の現状の把握、少年保護事件における少年や家庭の問題の実地調査・把握などがその主な仕事である。
少年保護事件に関しては、一定の場合に命令なくして調査することが認められているが（少年法7条2項）、これは当事者の申立てや裁判官の命令によって権限行使することが通常である裁判所職員に対して認められる権限としては異例のものである。

## 役職
最高裁判所は、家庭裁判所調査官の中から、首席家庭裁判所調査官を命じ、調査事務の監督、関係行政機関その他の機関との連絡調整等の事務を掌らせることができる（裁判所法61条の2第3項）。首席家庭裁判所調査官は、各家庭裁判所本庁に1人ずつ置かれている。
また、各家庭裁判所本庁と大規模支部に次席家庭裁判所調査官が、一部の家庭裁判所の本庁や支部に総括主任家庭裁判所調査官が置かれ、首席家庭裁判所調査官の指導監督を受けつつ、主任家庭裁判所調査官や家庭裁判所調査官の指導監督、連絡調整、首席家庭裁判所調査官の事務の補助を行っている。
家庭裁判所調査官の直属の上司は、主任家庭裁判所調査官であり、これが家庭裁判所調査官のいわば現場を指導監督している。主任家庭裁判所調査官が指導監督する家庭裁判所調査官の集団を「組」という。
なお、役職に関する具体的な規定は首席家庭裁判所調査官等に関する規則（昭和57年最高裁判所規則第4号）に定められており、総括主任家庭裁判所調査官以上は最高裁判所が命じ、主任家庭裁判所調査官は高等裁判所が命じるものとされている。

## 研修機関
家庭裁判所調査官の養成、研修、研究等を行う機関として、埼玉県和光市に裁判所職員総合研修所が設置されている。かつては、東京都北区西が丘に家庭裁判所調査官研修所が設置されていたが、2004年（平成16年）4月1日に裁判所書記官研修所と統合されて、現在の地に移転している。

## 不祥事
2018年（平成30年）、東京家庭裁判所での勤務中に未成年男性の調査を担当した家庭裁判所調査官が、大阪家庭裁判所への異動後に男性のプライバシーを侵害する論文を執筆した事件について、東京高等裁判所が裁判所の責任を認め、国に30万円の支払いを命じた。しかしその後、 元少年が元調査官らに賠償を求めた訴訟の上告審判決で、最高裁第二小法廷（岡村和美裁判長）は、プライバシー侵害を認めた二審・東京高裁判決を破棄し、元少年の訴えを退けた。

## 家庭裁判所調査官を題材とした作品
- 毛利甚八原作　魚戸おさむ画の漫画『家栽の人』 - 家庭裁判所の裁判官を主人公とし、その部下として家庭裁判所調査官が登場する。
- NHK月曜ドラマシリーズ 『少年たち』
- 伊坂幸太郎 『チルドレン』 - 全編を通して登場する人物が家庭裁判所調査官、またはそれを目指す学生。
- 柚月裕子 『あしたの君へ』 家庭裁判所調査官補の物語。
- あまねかずみ作の漫画『わたしは調査官』 - 作者の別作「こちら椿産婦人科」のスピンオフ作品。本作の主人公（「こちら～」の主人公椿万作の従妹）が家庭裁判所調査官補として研修中という設定である。一巻完結。
- 家裁調査官・山ノ坊晃〜紛争解決100%の男! - テレビ朝日系で2016・2017年に計2回放送された2時間サスペンスドラマ。家庭裁判所の調査官を主人公とし、その上司として家庭裁判所判事が登場する。